# Brampton Beast
Brampton Beast byl profesionální kanadský klub ledního hokeje, který sídlil v Bramptonu v provincii Ontario. Byl založen, aby zaplnil mezeru po přemístěném juniorském klubu Brampton Battalion. Do ECHL vstoupil v ročníku 2014/2015 a hrál v Severní divizi v rámci Východní konference. Před vstupem do ECHL působil v Central Hockey League. Své domácí zápasy odehrával v hale Powerade Centre s kapacitou 5 000 diváků. Klubové barvy byly černá, stříbrná, červená a bílá.
V letech 2015–2018 šlo o farmu klubů Montreal Canadiens (NHL) a Laval Rocket (AHL), obdobně klub spolupracoval s Tampa Bay Lightning a Syracuse Crunch v letech 2013–2015 a Ottawa Senators a Belleville Senators v letech 2018–2020. Po pandemií koronaviru zkrácené sezóně 2019/2020 se do ročníku 2020/2021 klub, stejně jako 11 dalších z ECHL, nepřihlásil a v únoru 2021 zanikl.

## Přehled ligové účasti
Zdroj: 
- 2013–2014: Central Hockey League
- 2014–2015: East Coast Hockey League (Centrální divize)
- 2015–2021: East Coast Hockey League (Severní divize)